# ゾラン・ヤンコヴィッチ (サッカー選手)
ゾラン・ヤンコヴィッチ（セルビア語:Зоран Јанковић / Zoran Janković、ブルガリア語:Зоран Янкович / Zoran Yankovich, 1974年2月8日 - ）は、旧ユーゴスラビア・スレム郡・インジヤ出身、ブルガリア国籍の元サッカー選手、現サッカー指導者。現役時代のポジションはフォワード。

## 経歴
1996年にユーゴスラビア・プルヴァ・リーガのFKジェレズニクでデビューを果たし、FKヴォイヴォディナ・ノヴィ・サドや中国、ブルガリア、キプロスなどのクラブチームでプレー。2009年からは故郷のFKインジヤに所属。2010-11シーズンのウィンターブレイク中に現役引退し、そのまま同チームの監督に就任した。
ブルガリア代表としては30試合に出場して2得点を決めている。2004年のユーロの出場メンバーの一人であった。